# 葦船

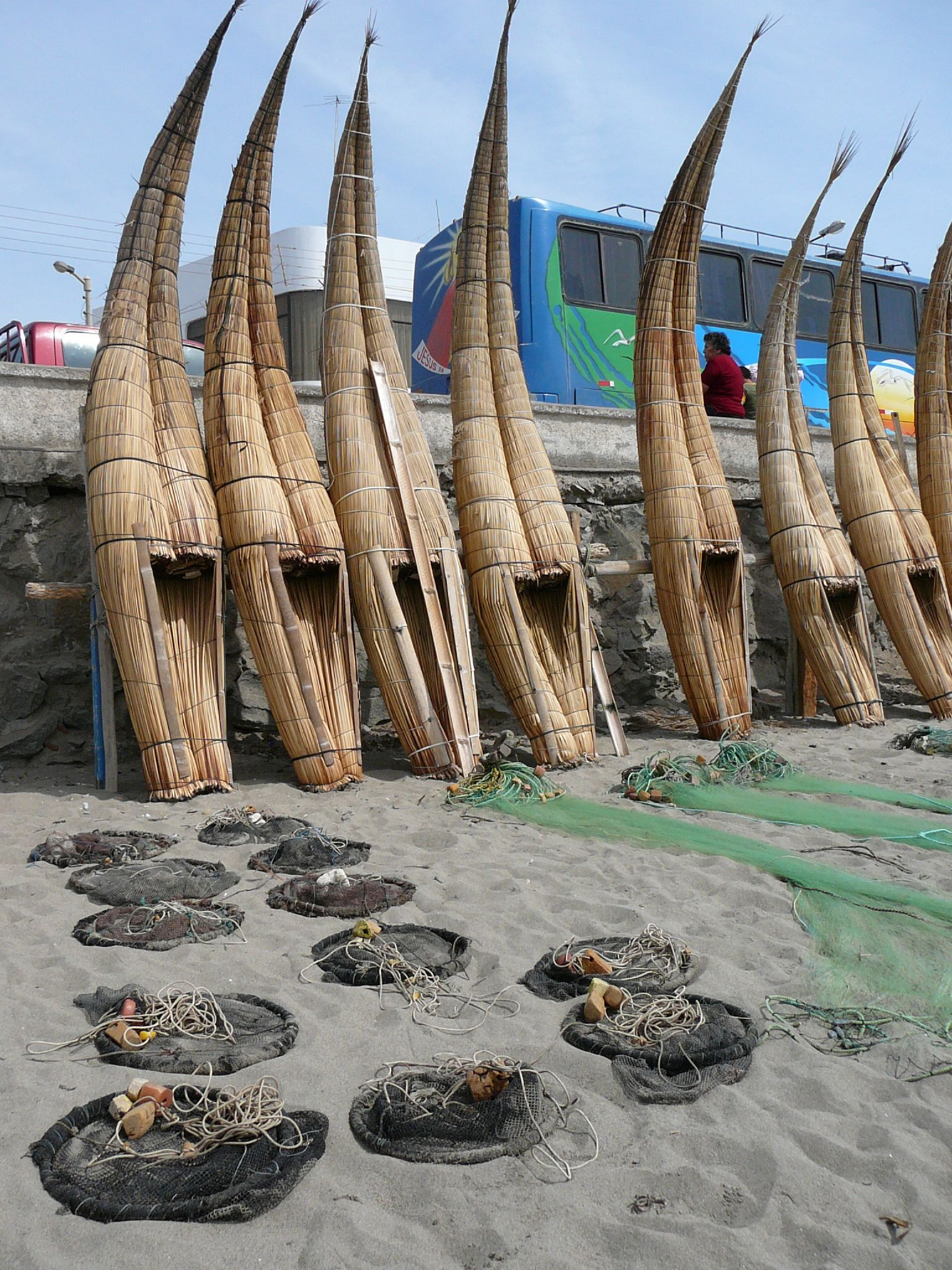
トトラ葦の小型漁船。ペルー北西のワンチャコ(Huanchaco)の浜辺

葦船（あしぶね）や草いかだ（くさいかだ）は、丸木舟や他のいかだなどとともに、最も古くから知られている船のひとつである。伝統的漁船としてよく使われてきたが、その大半は板張りの船に取って代わられた。しかし今でも使われている地域もいくらかはある。葦船は通常、何らかのタールで防水されているため、葦船と草いかだは区別できる。小舟やいかだだけでなく、小さな浮島も葦で作ることができる。
いままで発見された中で最古の葦船の遺物は7000年前のもので、クウェートで発見された。葦船は初期のペトログリフ（岩面彫刻）にも描かれており、古代エジプトでは一般的だった。有名な例は、赤ん坊のモーセを入れるのに使われた「パピルスで編んだかごを取り、それにアスファルトと樹脂とを塗っ」たものである（Ark of bulrushes）。また、ペルーとボリビアでも早くから作られており、非常に類似したデザインの船はイースター島でも発見された。葦船は今でもペルー、ボリビア、エチオピアなどで使われており、最近までケルキラ島でも使用されていた。ノルウェーの人類学者で冒険家のトール・ヘイエルダールの探険航海と研究により、葦船の構造と能力についての理解が深まった。

## 歴史

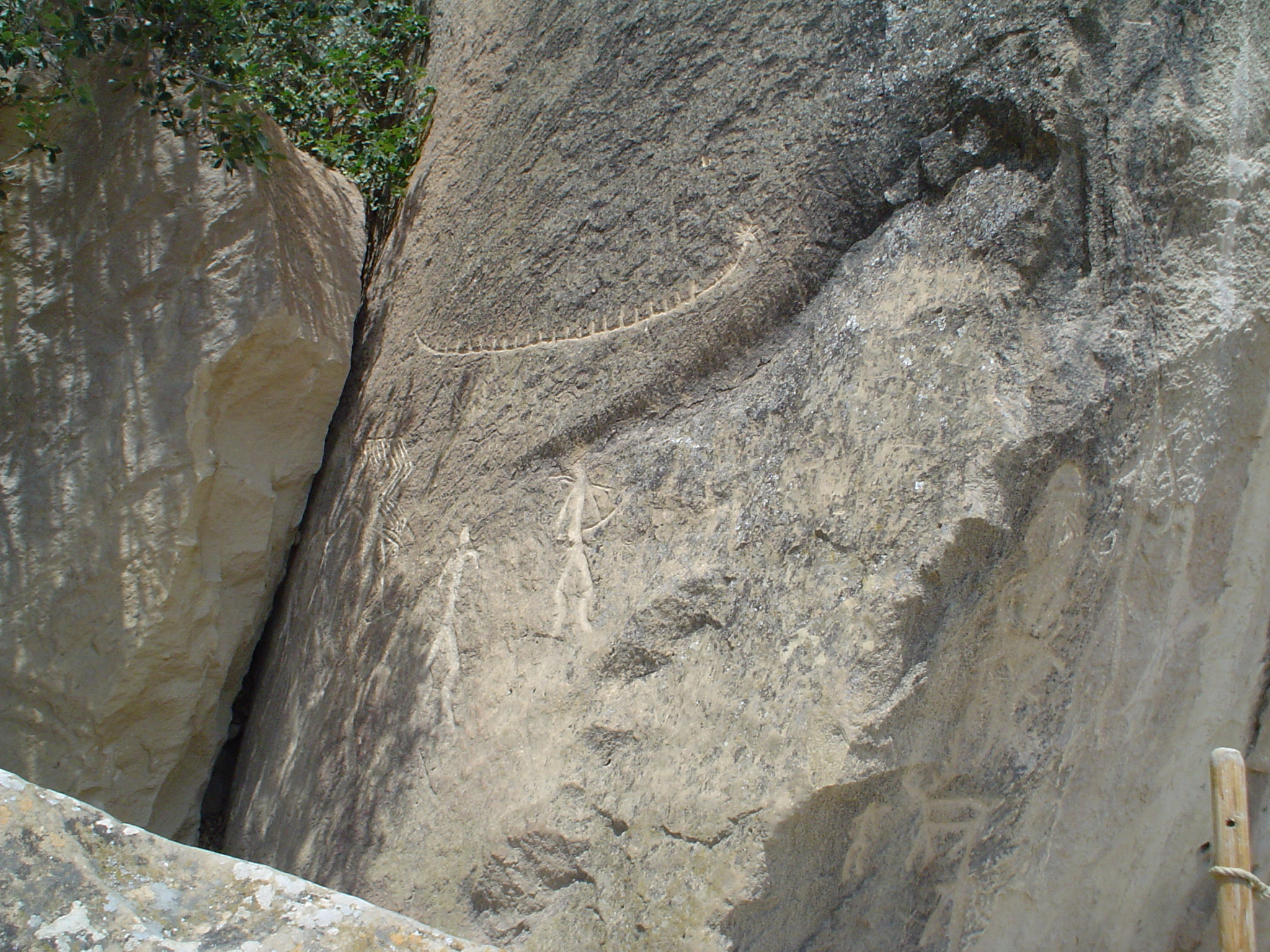
葦船と人間のペトログリフ。世界遺産「ゴブスタンの岩絵の文化的景観」の一部。アゼルバイジャン

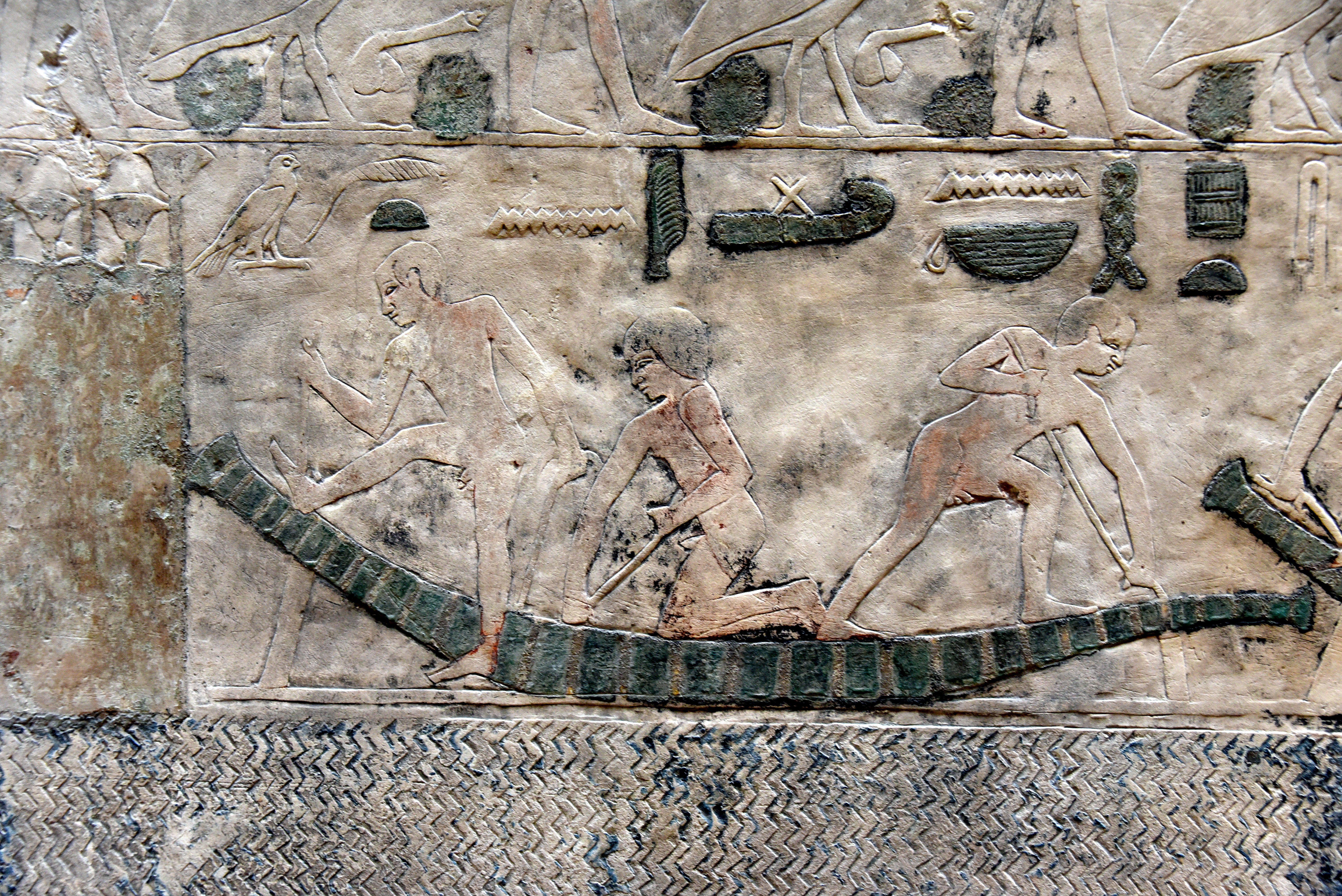
古代エジプトでのパピルス船の製作。エジプトのアブ・グロブにあるニウセルラー・イニの太陽神殿の壁の断片の一部。紀元前2430年頃。新博物館所蔵

右の画像は葦船と人間のペトログリフである。葦船はスカンジナビアの洞窟壁画に描かれているものと似ており、トール・ヘイエルダールはスカンジナビア人が今日のアゼルバイジャンに相当する地域から来たと結論した。ゴブスタン国立保護区には、12,000年前にこれらの洞窟に住んでいた狩猟採集民によって彫られた6,000以上のペトログリフがある。当時、カスピ海の湖面は今よりもはるかに高く、丘の低い岩に打ち寄せていた。
また、エジプトのキフト（コプトス）にあるワディ・ハンママート（Wadi Hammamat）には、紀元前4000年のエジプトの葦船の絵がある

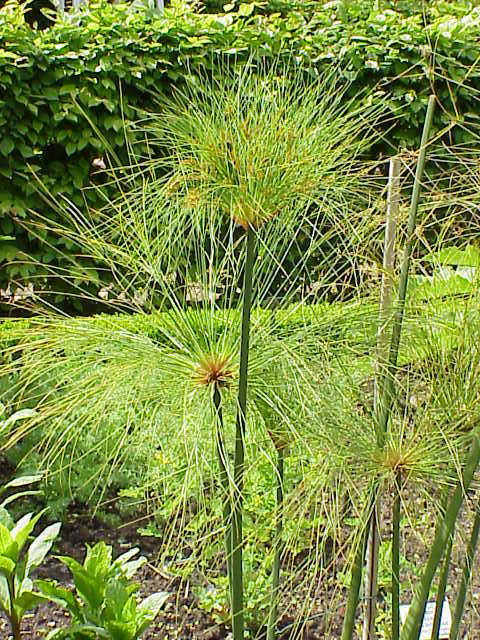
古代エジプトではパピルスで葦船を作った

今まで発見された中で最古の葦（とタール）で作られた船の遺物は、クウェートのファイラカ島で見つかった7000年前の航海用ボートのものである。
古代のエジプト人は、ナイル川とデルタで広く栽培されていたパピルス（カミガヤツリ）から船を作っていた。この葦は、他にも多くの目的、特にパピルス紙を作るためにも使用された。カヤツリグサ属の他の葦も同様に使用された可能性がある。テオプラストスは著書「植物の歴史（Historia Plantarum）」で、オデュッセウスが帰宅後に、妻への求婚者たちを殺害した際、彼らの退路を断つため、アンティゴノス王の船から持ち出された索具で扉を固定していたが、その索具はパピルスから作られていたと述べている。ナイル川の航行に適した軽い小船は、パピルスを切っている姿を描いた第4王朝のレリーフに示されているように、パピルスの茎で作られ、それを使って索具や帆を作り、葦船を作った。
聖書によれば、ファラオがすべてのヘブライ人の男性を殺すための布告を出したとき、赤ん坊のモーセは母親によって救われた。母親が彼をナイル川に隠す際に、パピルスで作られたかご（小船）が使われた。また、預言者イザヤは、イザヤ書18:2でエチオピアの葦の船について言及している。

## トール・ヘイエルダール

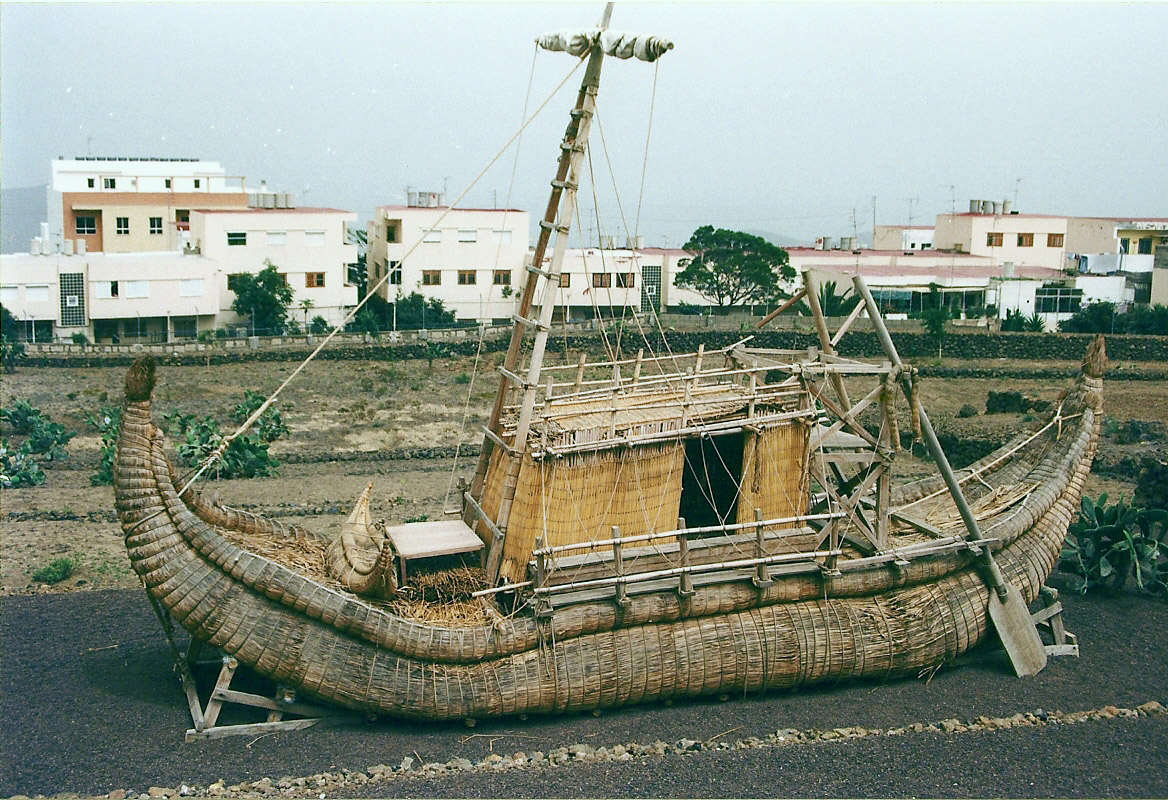
葦船ラーII号

近代的な意味では、ノルウェーの人類学者で冒険家のトール・ヘイエルダール（1914年-2002年）の冒険航海と研究により、葦船の構造と能力がよりよく理解されるようになった。
ヘイエルダールは、古代の地中海やアフリカの人々がカナリア海流に乗って航海して、大西洋を横断して、南北アメリカに到達した可能性があることを実証したいと考えていた。1969年、ヘイエルダールは古代エジプトの太陽神にちなんで「ラー」と名付けた葦船を建造した。その設計は古代エジプトのモデルと図面に基づいていた。船はチャド共和国のチャド湖から招請した船大工によって建造された。原料のパピルスの茎はエチオピアのタナ湖のものを使った。モロッコ海岸（サフィ市）から大西洋を横断しようとして出航した。数週間後、設計ミスと舵の喪失により、「ラー」の船体は大きく浸水していた。最終的に「ラー」は放棄された。
翌年、ヘイエルダールは新しい船、「ラーII号」で再挑戦した。今回はボリビアのチチカカ湖の船大工が建造した。再び、船はモロッコから出航し、今回は成功してバルバドスに到着した。

1978年、ヘイエルダールは3番目の葦船である「ティグリス」を建造した。この船の建造目的は、メソポタミアとインダス文明が、貿易と移住を通じて結びついていた可能性の実証だった。「ティグリス」はイラクで建造され、ペルシア湾を航海して、インダス文明のあったパキスタンを経由して、最終的には紅海にまで入った。船は5ヶ月間耐航性のある状態で海にとどまった。その後、アフリカの角で激化していた地域紛争への抗議として、「ティグリス」はジブチの海上で燃やされた。

## チチカカ湖の葦船

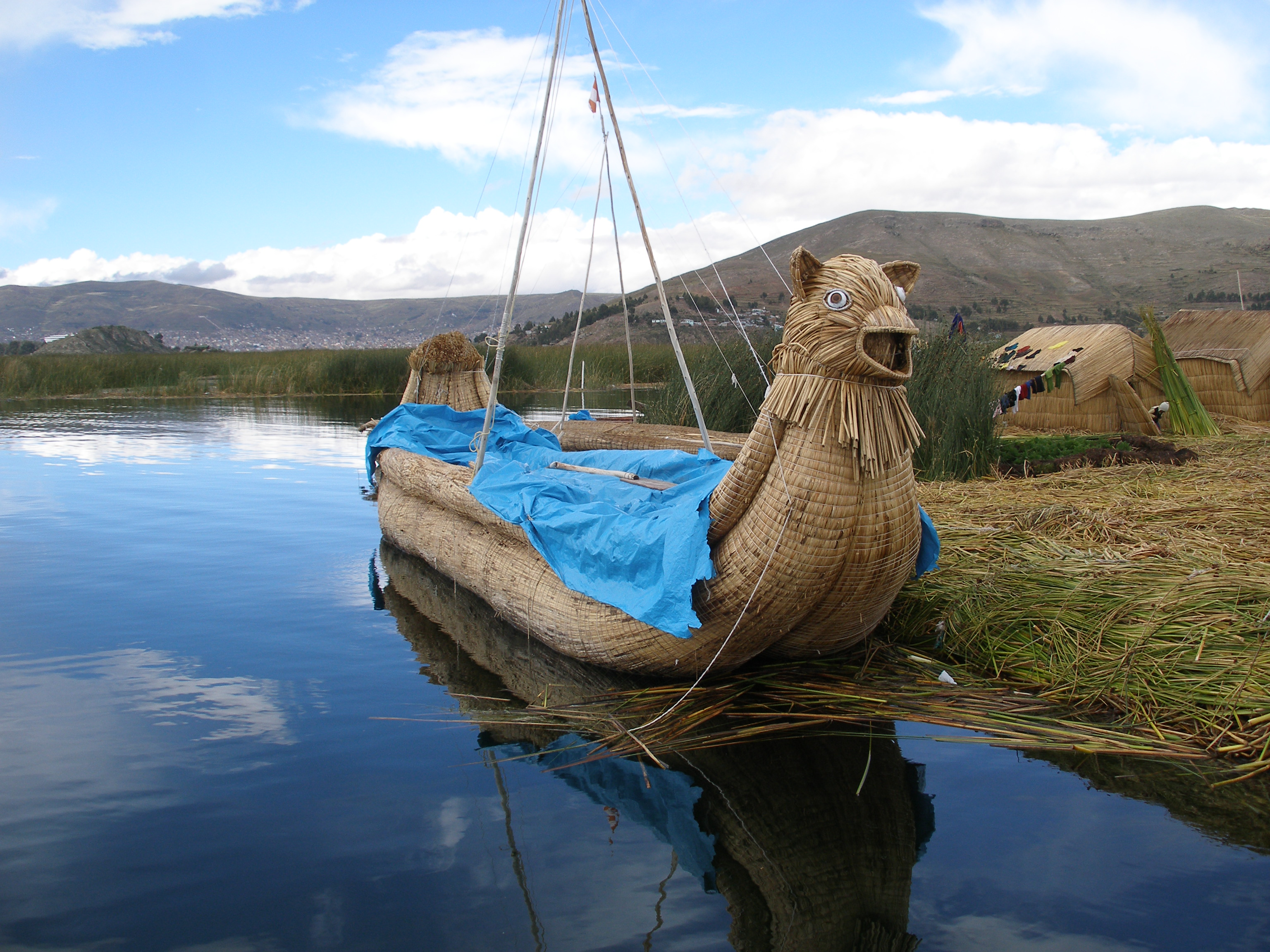
ウル人のこの頑丈な葦船は20人以上を収容することができる

トトラ葦は南アメリカ、特にチチカカ湖周辺、そしてイースター島でも育つ。これらの葦は、コロンブス以前の南米のさまざまな文明で葦船を造るために使用されてきた。「バルサ」と呼ばれる船は、小型の釣り用カヌーから30メートル長までさまざまな大きさの物がある。それらは、海抜3810メートルのペルー・ボリビア国境にあるチチカカ湖で今でも使用されている。
ウル族(ウル人、ウロス人)はインカ文明以前の先住民である。彼らは今でも、チチカカ湖に点在する人工の浮島に住んでいる。これらの島々もトトラ葦でできている。それぞれの浮島に、同じく葦でできた3 - 10軒の家が建っている。ウル族は今でもトトラ葦船を造っており、釣りや水鳥狩りに使用している
チチカカ湖のボリビア側の町であるスリキ島の葦船職人は、トール・ヘイエルダールが「ラー2号」と「ティグリス」を建造するのを助けた。トール・ヘイエルダールは、チチカカ湖の葦船がエジプトのパピルス船に由来することを証明しようとした。
チチカカ湖の南東岸近くには、古代都市国家ティワナク遺跡がある。ティワナクの遺跡からは、当時の卓越した石材加工技術の存在がうかがえる。精巧な彫刻やモノリスを作成するために使用された緑色の安山岩は、チチカカ湖の対岸にあるコパカバーナ半島に由来すると見られる。一つの理論として、40トン以上の重さのこれらの巨大な安山岩石は、葦船に載せられてチチカカ湖上を約90キロメートル輸送された可能性がある。

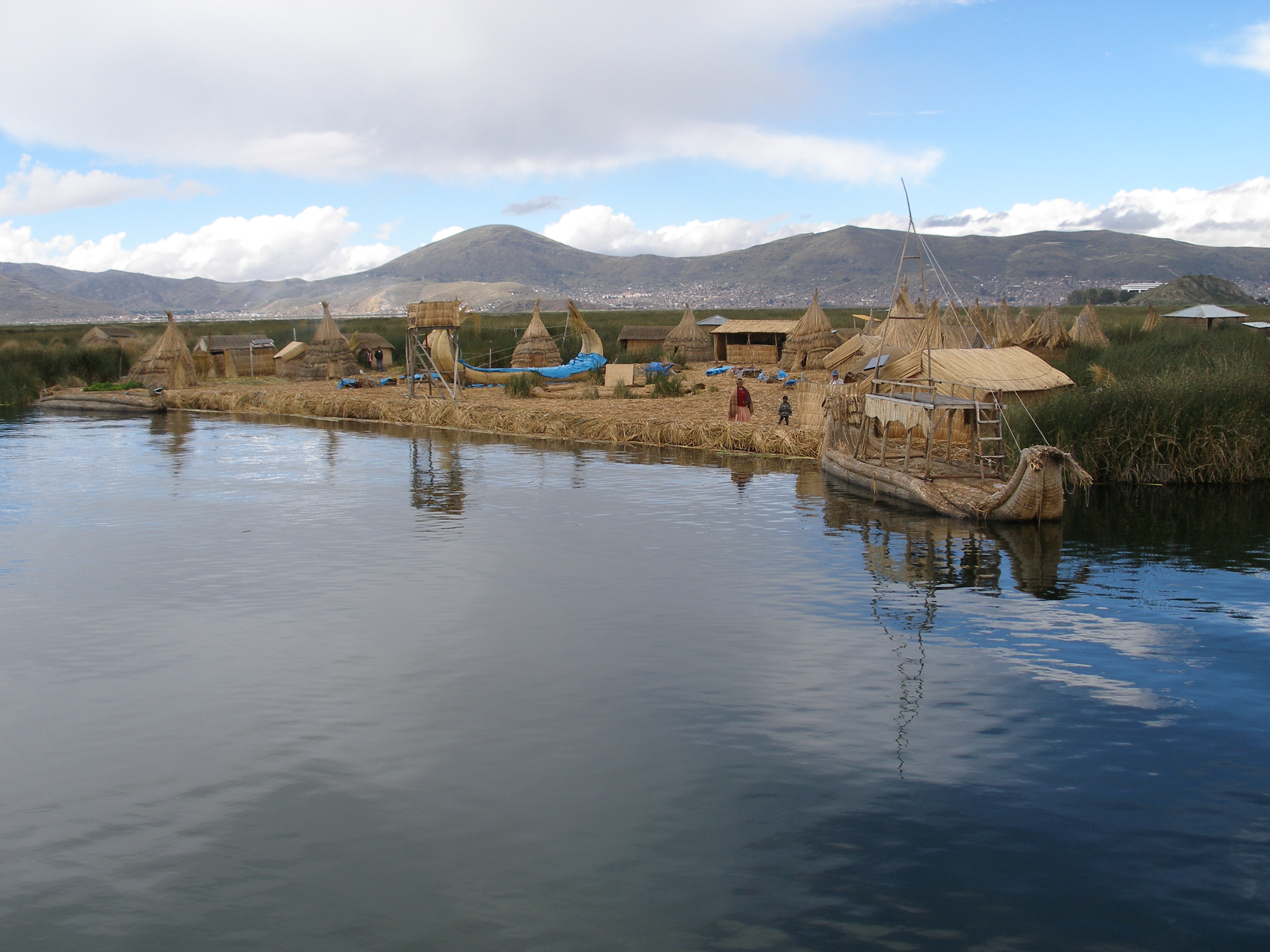
チチカカ湖に浮かぶ葦の島
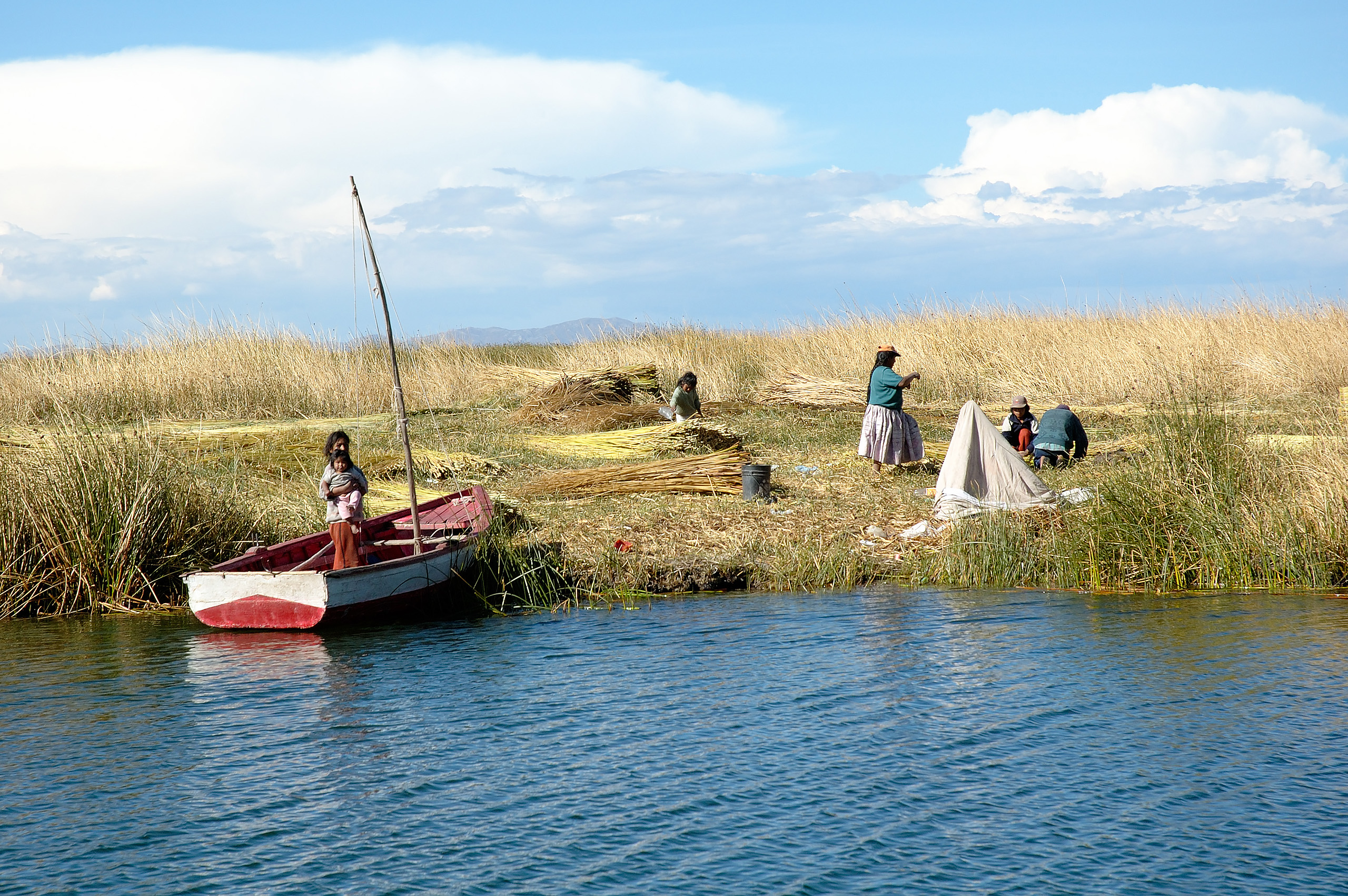
チチカカ湖でトトラを収穫するウル人。これは伝統的に葦船を作るために使用されてきた
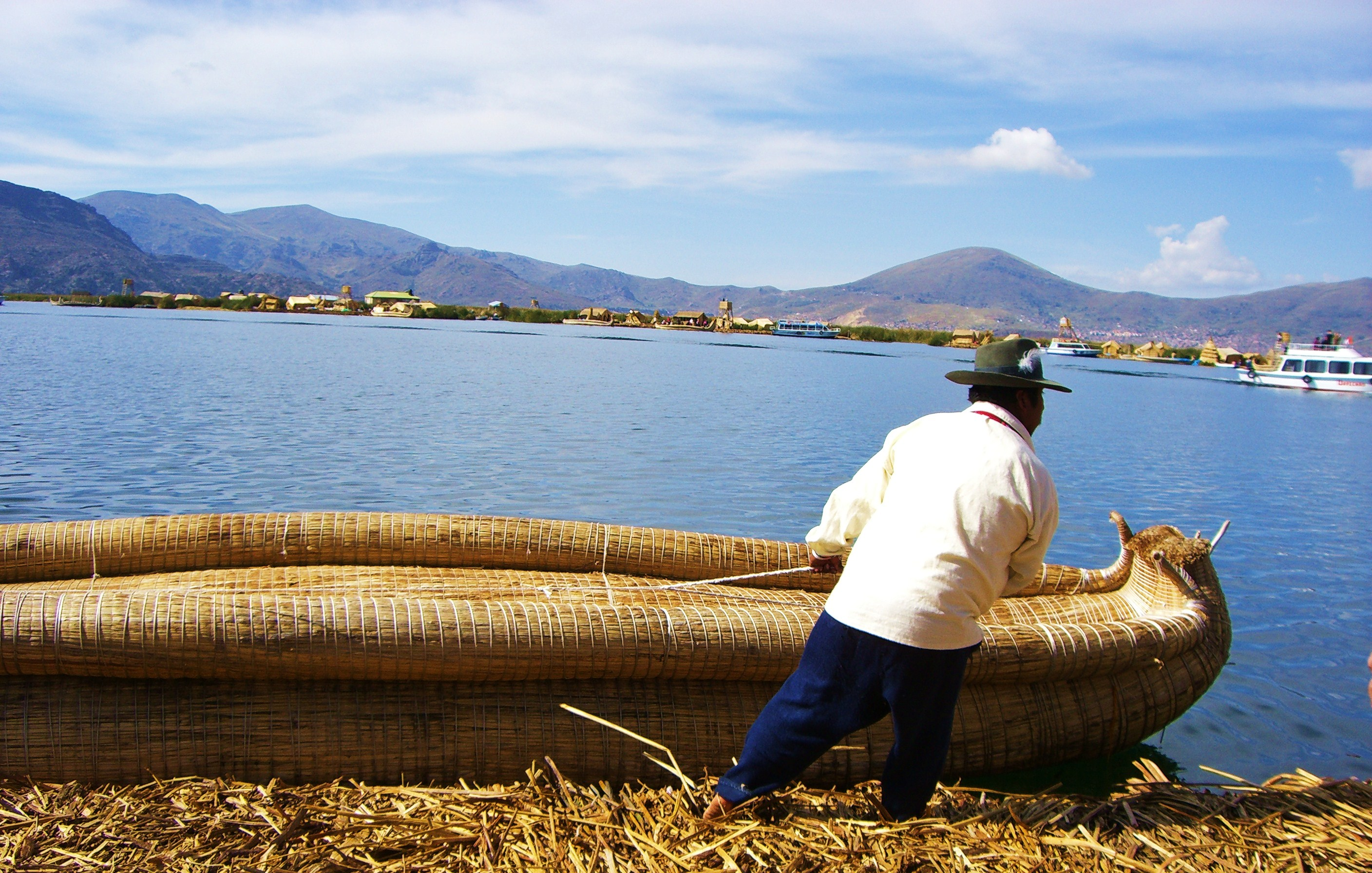
トトラ葦でできた船を引くウル人の男性
葦船で働くウル人の姿

イースター島でもトトラ葦を使って葦船が建造された。興味深いことに、この船のデザインは、ペルーで使用されている物とよく一致している。

## 日本神話における「葦船」
日本における文献資料で「葦船」の最古の例は古事記の国産み神話で、イザナミとイザナギの間に生まれたヒルコ
の処遇に登場する。
```
《原文》興而生子水蛭子此子者入葦船而流去 
古事記（上巻）

《書き下し文》興して生める子は水蛭子。この子は葦船に入れて流し去てき
```

この「葦船」が文字通りに葦で作った船だったかの解釈には異同がある。たとえば日本書紀纂疏においては、
```
葦船ハ葦一ヲ以テ船トナリ 
[
18
]
```

とあり、あたかも葦一本をとってそれを船にしたかのごとく解している。本居宣長はこの部分について、「さも有りなむ。」と裏書きした後、「また、葦を多く集めて、からみ作りたるにてもあるべし。」と記して、先人の説を正面切って否定はしないが、実際は物理的に作られた葦船だったともしている。
吉田東伍は「葦舟はけだし竹筏にして」「葦船の葦はイカタの料にして、竹と同しかるべし」としており、船材としての葦とは竹のことだとしている。西村眞次はこれについて、「難波の葦は伊勢の浜荻」というように一般に植物名の使い分けが厳密を欠く場合があるのは確かにしても、記紀は竹と葦は識別して記しているため、やはり葦は葦だと解すべきとしている。西村眞次はつづけて松村任三の言葉として、昔の日本では海辺や川岸に葦が非常に多く産していたことを紹介し、それを受けて、資源として得やすく加工しやすかった葦は、初期の歴史においては木材より多く船材として利用されていたのではないかと結論している。なお、笠井新也は国産み神話に関連して、「当時産後の不潔物等も、葦などに包んで流し捨てるという風習のあった事が想像出来る」としており、葦の使用を認めている。
国産み神話以外では、南波松太郎が、神武東征において、速吸門で遭遇した珍彦（うづひこ）が乗っていた亀甲を葦船としている。

## その他の例
- 北米で広く存在するツーリー（英語版）葦は、さまざまなインディアンによって葦船を建造するために使用された。オローニ族、湾岸ミーウォク族（英語版）、海岸ミーウォク族（英語版）の人々は、サンフランシスコ湾の河口で使用する船を作るためにツーリーを使用した[27]。チュマシュ族（英語版）のうち、北部の集団はツーリーを使って葦の漁業用カヌーを作っていた[28]
- ペルーやボリビアだけでなく、エチオピアでも葦船が造られている[29]。そして最近までケルキラ島でも使用されていた[30]。
- カイサリアのエウセビオスの伝えるところによれば、シュメールの洪水神話においてはジウドスラは葦船を作って生き延びたと、少なくともベロッソスの時代までは信じられていた
- モキヒ（Mokihi）はニュージーランドの先住民・マオリの船で、ラウポやコラリという葦から作られる。ワイタキ川とサウスウェストランドでは現存する
- 「祈りの船」は、毎年何千人もの人々が小さな葦の船でお香やろうそくを燃やし、夜に川に浮かべて、願いや祈りを運ぶヒンズー教の宗教祭で使用される
- 1836年、Narcissa Whitmanは、フォート・ボイス（英語版）のスネークフォートでインディアンが馬で曳いていた葦船について記述している[31]
- 2007年、アボラ探険隊（英語版）の第3次航海として、ドイツの科学者ドミニク・ゲルリッツが船長を務める葦船が大西洋を西から東に渡ろうとニューヨークから出発した
- 一部の網代船も葦で作られている（下の写真を参照）

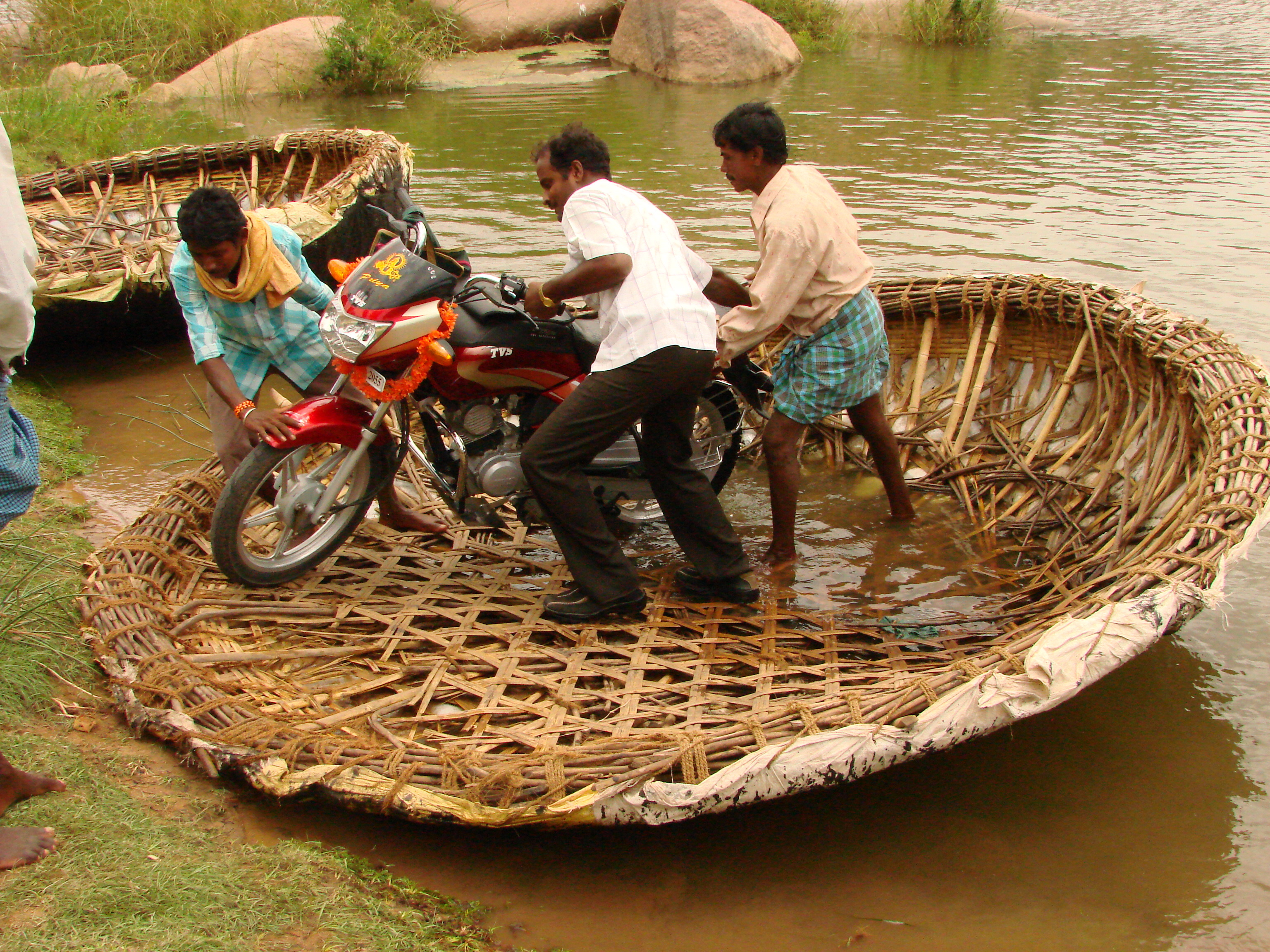
網代船（英語版）を使った渡し船からバイクを降ろそうとする乗客。ハンピ (インド)村近くで撮影。2008年7月
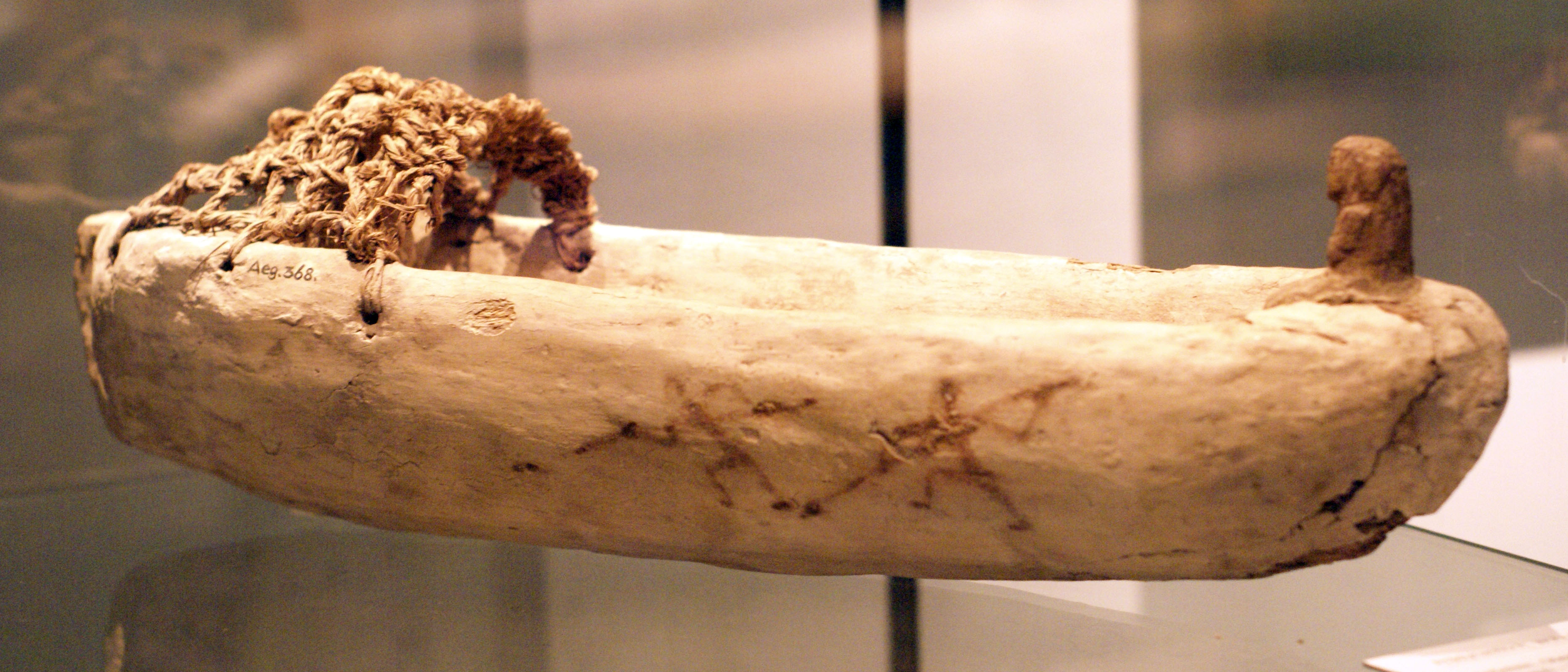
副葬品。小舟と二人の人物。上エジプトのゲベレイン。おそらくナカダ2期の紀元前3400年から紀元前3200年。粘土で覆われた葦、長さ46cm。
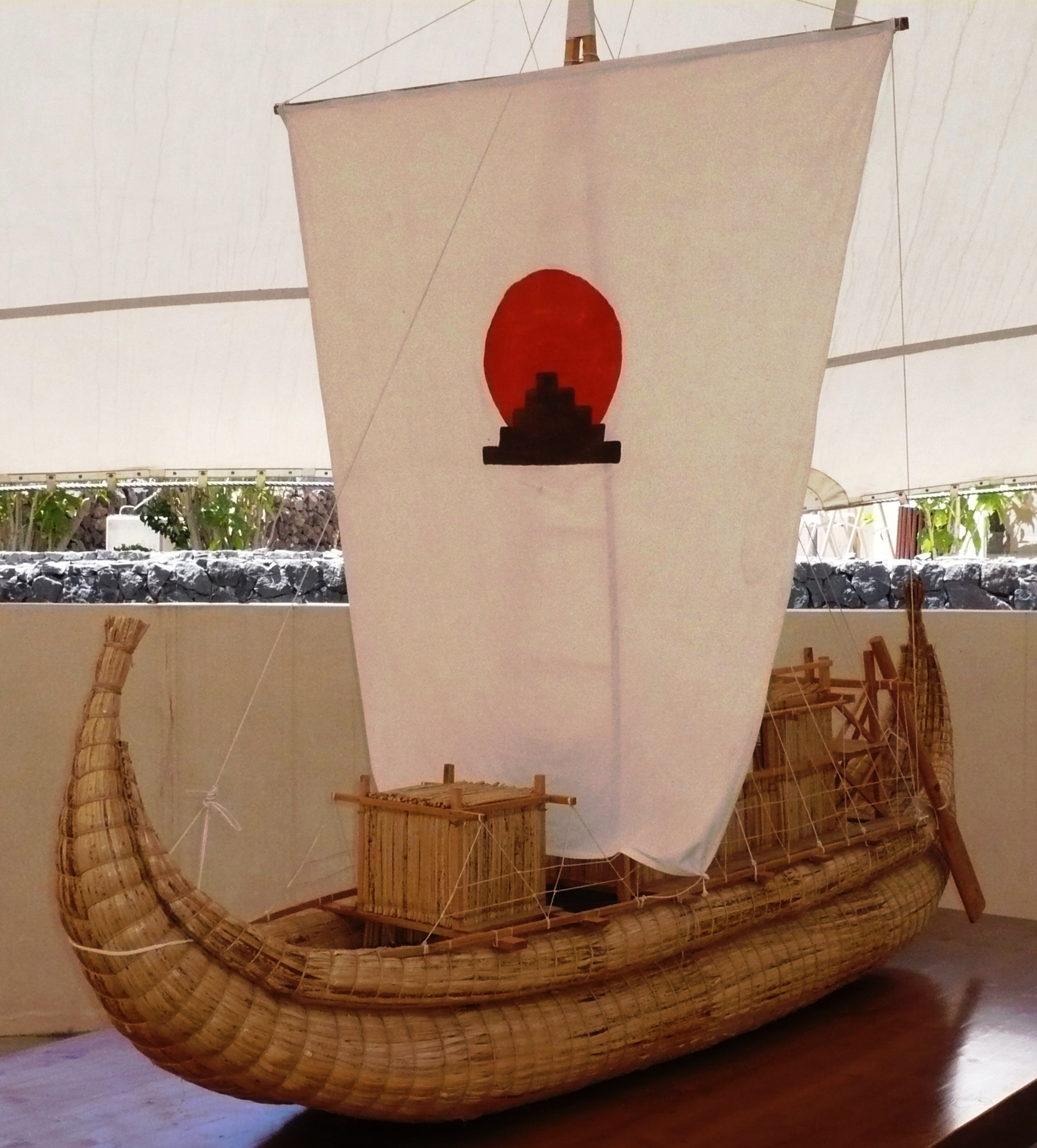
「ティグリス」の模型。グイマーのピラミッドにて（テネリフェ島）
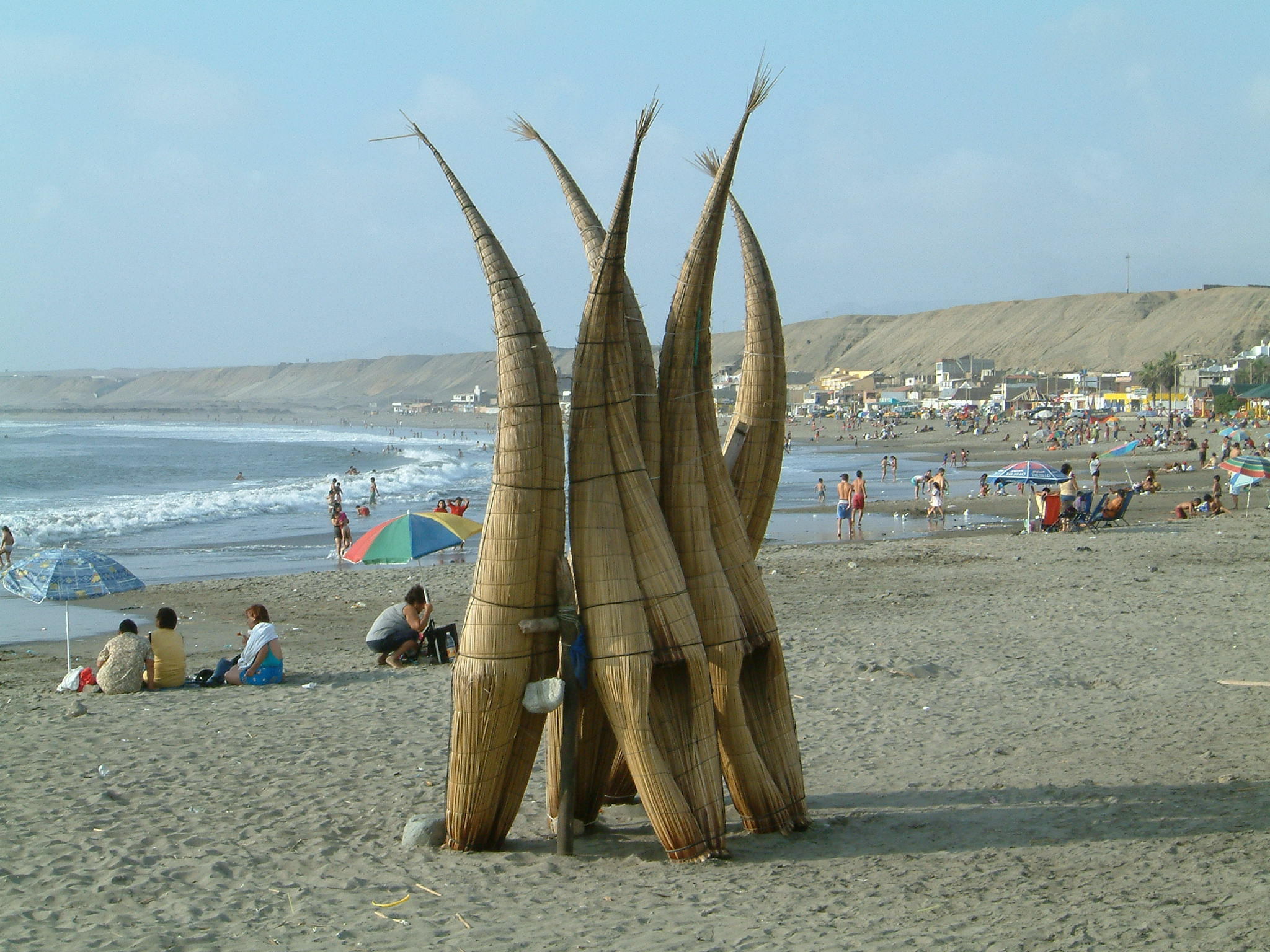
ペルーの海岸で積まれている葦船
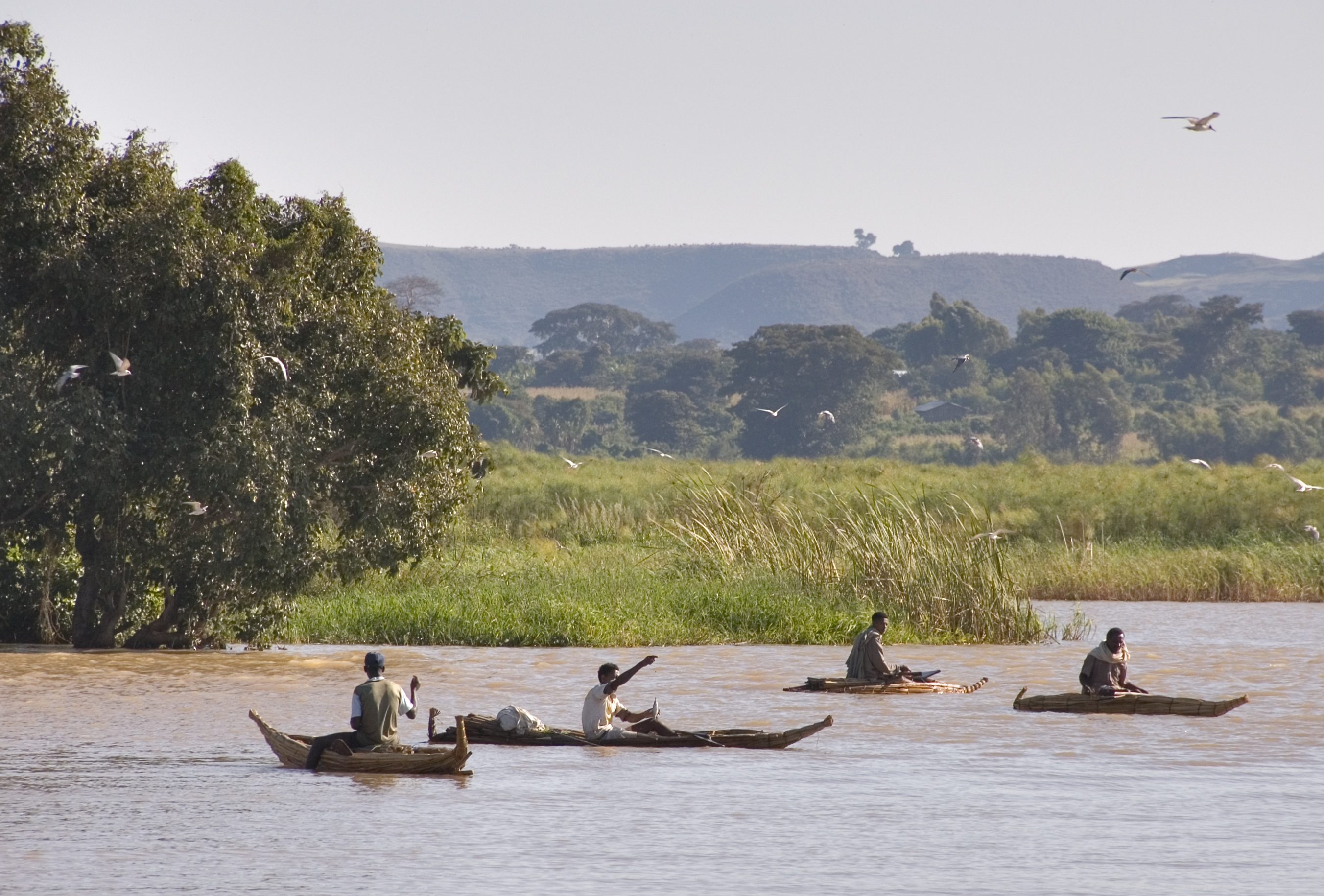
葦船（tankwas)を使う漁師たち。北エチオピアのタナ湖